# Association sportive et culturelle Yakaar
L'Association sportive et culturelle Yakaar est un club sénégalais de football basé à Rufisque.

## Histoire
Le club participe à la Coupe de la confédération en 2009.

## Palmarès
- Championnat du Sénégal D2
  - Vainqueur : 2005
- Coupe de l'Assemblée nationale
  - Vainqueur : 2008
- Coupe de la Ligue sénégalaise de football
  - Finaliste : 2011